# Angolski rat za nezavisnost
Angolski rat za nezavisnost (1961. – 1974.), započeo je kao ustanak protiv prisilnog uzgoja pamuka, a prerastao u multifrakcijsku borbu za kontrolu portugalske prekomorske provincije Angole između tri nacionalistička i separatistička pokreta.

## Korijeni angolskog političkog udruživanja
Prvi začeci političkog organiziranja angolskog naroda datiraju iz 1929., kad grupa mladih Angolaca stvara Nacionalnu afričku ligu i Regionalno udruženje domorodačkog stanovništva Angole. Utjecaj tih organizacije je ograničen isključivo na nekoliko većih mjesta, posebno Luandu, zbog čega im se 50-ih godina gubi svaki trag. 1940-ih se počeo razvijati nacionalni identitet i kulturni patriotizam Angole kroz "angolstvo", tzv. angolanidade, otkad crni Angolci se diferenciraju od bijelih doseljenika usvajanjem i vraćanjem na aspekte afričke kulture. Angolstvo je usvojilo dio koncepta razvijeno kod frankofonih intelektualaca tzv. négritude. Angolski intelektualci, naimence pjesnik Viriato da Cruz kodificirao je koncept angolstva 1948. kao literarni pokret sloganom "Otkrijmo Angolu!" (port. Vamos Descobrir Angola), a koji je podupirao časopis A Mensagem. Pisac iz tog pokreta, poslije predsjednik Angole Agostinho Neto identificirao je i istakao živu kulturu mussequesa, sirotinjskih divljih naselja kao protustavku gledanja kolonijalne vlade na njih kao krajnje jadna, prljava, nesigurna, neugodna, zapuštena mjesta puna zločina. Tek s pojavom prvih polulegalnih organizacija 1952., Kulturnog saveza Angole, oslobodilački pokret dobiva šire dimenzije. Obje se skupine orijentiraju na političko djelovanje, borbu za ravnopravnost domorodačkog stanovništva i tzv. asimiladosa, i razvijanje nacionalne kulture. Međutim, programski ciljevi nijedne od njih nisu dublje zadirali u postojeći status Angole.

## Nastanak prvih političkih organizacija i pripreme za rat
Početkom 1953. stvara se i prva politička organizacija Angolanaca - Stranka za jedinstvenu borbu Afrikanaca Angole (por. Partido da Luta Unida dos Africanos de Angola; PLUA), koja se u prosincu 1956. ujedinjuje s drugim političkim grupama u Narodni pokret za oslobođenje Angole (Movimento Popular de Libertação de Angola; MPLA). U to vrijeme, u Demokratskoj Republici Kongo postoji i posebna organizacija Savez stanovništva Angole (União dos Povos do Norte de Angola; UPA), formirana 1954., radi okupljanja sjevernih plemena, uglavnom, protestanata, iz etničkih skupina Kongo (Bakongo) i Bazombo. Na različitim idejnim pozicijama i oslanjajući se na različite strukture, MPLA i UPA ubrzo se polarizuju u dva razdvojena pokreta, s tim što se MPLA usmjerila na Luandu, južne i istočne provincije, a UPA isključivo, na sjeverna protestantska plemena. 
Kolonijalna portugalska administracija svom se svojom žestinom oborila na MPLA, ocjenjujući da joj od nje prijeti najveća opasnost. Većina njezinih vođa su uhićeni i internirani, a ostali su pobjegli u Republiku Kongo i Gvineju. Sredinom 1957. MPLA objavljuje manifest za oslobođenje Angole, i za razliku od UPA dobiva od početka veću potporu među stanovništvom. Tijekom siječnja 1960. predstavnici MPLA sudjeluju na drugom kongresu Sveafričke narodne konvencije u Tunisu, kojom prilikom zajedno s još tri druga afrička pokreta stvaraju Afrički revolucionarni front za nacionalnu nezavisnost. Iste godine izlaze pred kolonijalnu administraciju sa zahtjevima za priznavanje prava angolskom narodu na samoodređenje, amnestiju političkih zatvorenika, jamstvo političkih sloboda, evakuaciju portugalskih postrojbi i zatvaranje vojnih baza u zemlji. Usporedno s tim zahtjevima MPLA vrše i pripreme za oružanu borbu.

## Početak oružanog sukoba
Neposredni povod za početak oružane borbe bila je odluka kolonijalne administracije da deportira nekoliko desetina političkih zatvorenika, od kojih su neki godinama ležali zatvoru u Luandi. Oko 200 slabo naoružanih Angolaca jurišaju 4. veljače 1961. na zatvor i vojarnu, ispred kojih su dočekani vatrom iz automatskog oružja, i u kratkotrajnom sudaru gotovo su svi poginuli. Tog i narednih dana u Luandi je ubijeno više od 3000 Angolaca. Neposredno iza toga oružane akcije šire se u sjeverne i zapadne provincije, a do kraja lipnja prenose se i u južne provincije. Ustanici uništavaju i pale plantaže kave, a početkom lipnja izvode i prvu veću akciju uz sudjelovanje oko 1000 boraca, napadaju luku Ambriz. Akcije u okolici Luande, zapadnim i južnim provincijama rukovodi pokret MPLA, a na sjeveru UPA.
Područja oružane borbe u okruzima Luanda, Malanje i Kwanza-Norte podijeljeni su na vojne zone, u svakoj od njih djeluje nekoliko odreda različite jačine, čije akcije neposredno koordinira tzv. centralni stožer u ime Revolucionarnog komiteta kao najvišeg tijela oružane borbe. U sjevernim provincijama ustankom su zahvaćena, uglavnom, naselja etničke grupe Bakongo u trokutu M'banza Kongo (São Salvador) — Besa — Bembe.
Na prve oružane akcije Angolaca kolonijalna administracija odgovara energičnim i najsurovijim mjerama, masakrom oko 50.000 ljudi, spaljivanjem čitavih naselja napalm-bombama i dr.

## Kriza ustanka
Ustanak iako dosta masovan, ubrzo zapada u krizu zbog stihije i odsustva bilo kakve čvrste organzacije među seoskim masama, političke razjedinjenosti pokreta, neobučenosti i nenaoružanosti većine boraca. U isto vrijeme u Angoli je rasla prisutnost i portugalskih snaga, čiji se broj za nepunih 10 mjeseci (do kraja 1961.) povećava s 9.000 na oko 40.000. Najveći dio odreda se raspada prije nego što su uspjeli učvrstiti, a većina boraca vraća se kućama ili bježi u susjedna područja.
Sredinom 1962. ustanak gotovo potpuno zamire u akciji su samo manje grupe boraca predvođene političkim aktivistima iz gradova. Naredne tri godine u središtu akcije je borba za ostvarenje jedinstva pokreta. Pokušaji rukovodstva MPLA da s FLNA izgradi zajedničku platformu borbe ostaju bez uspjeha, zbog čega se MPLA opredjeljenje za daljnju borbu. Na nacionalnoj konferenciji MPLA u Kinshasi, 1. – 3. prosinca 1962., usvaja se akcijski program razvoja oslobodilačke borbe. Na čelo pokreta dolazi Agostinho Neto kao predsjednik Nacionalnog političkog savjeta, dok je za rukovođenje oružanim formacijama izabran Vojno-politički komitet.

## Rascjep ustaničkih skupina
Pod utjecajem MPLA, u siječnju 1963. dolazi do oživljavanja oružanih akcija u Cabindi, a MPLA otvara i posebnu školu za obuku vojnih i političkih kadrova. Sve te akcije, međutim, nisu mogle šire razviti ustanak, jer nije bio riješen osnovni problem — jedinstvo pokreta. 
Savez stanovništva, kao protuteža MPLA, preoblikuje se tijekom 1961. pa do ožujka 1962. u dobro ustrojeni oružani pokret pod imenom Nacionalna fronta za oslobođenje Angole (Fronte Nacional de Libertação de Angola; FLNA), a već narednog mjeseca stvaraju i tzv. privremenu revolucionarnu vladu s Holden Robertom kao predsjednikom, koja do kraja 1964. dobiva priznanje oko 20 afričkih i nekoliko azijskih država. 
Optužujući MPLA za komunizam, FNLA se ideološki deklarirala kao protuteža "progresivnih" političkih stremljenja i zagovornik plemenskog koncepta borbe. U razdoblju 1964. – 1966. dolazi konačno do rascjepa Holdenove vlade i MPLA. U svibnju 1965. pokret FLNA konačno je isključen i iz Organizacije afričkog jedinstve (OAJ), a broj zemalja koje su ga i dalje formalno priznavale sveden je ubrzo na nekoliko vlada u kojima je utjecaj ranijih kolonijalnih sila bio snažniji. Na političkoj sceni oslobodilačke borbe ostaje jedino MPLA. 

## Nastavak djelovanja MPLA i širenje teritorija
Njegova aktivnost odvija se u dva osnovna pravca: stvaranje vojnih formacija i oružana borba protiv kolonijalnih trupa te političko okupljanje stanovništva. Već krajem 1964. broj registriranih članova pokreta povećan je na oko 70.000, a broj naoružanih boraca u odredima na oko 4.000. Za 12 mjeseci (od lipnja 1964. do lipnja 1965.) borci MPLA izbacili su iz stroja oko 600 vojnika i porušili nekoliko mostova, proširujući stalno oslobođeni teritorij. Krajem 1965. pod kontrolom MPLA nalazilo se oko 40% teritorija provincije Cabinde. Početkom 1966. oružane borbe se razvijaju i na jugoistoku Angole, a ustanak se postupno širi i u druga područja. U razdoblju 1966. – 1969. oružanim akcijama zahvaćeno je 9 od 15 pokrajina Angole, a oslobođen i poluoslobođen je teritorij površine oko 500.000 km2, odnosno ⅓ teritorija. Na tom prostoru presječene su gotovo sve komunikacije, a broj naoružanih boraca povećan je s 4.000 (1965.) na oko 12.000 (1969), od kojih je oko 8.000 na jugu, a oko 4.000 na sjeveru. Brojnost kolonijalnih trupa povećana je na oko 70.000 (1969.). 

## Organizacijska struktura i utjecaj MPLA
Orijentirajući se na sveopći narodni ustanak, rukovodstvo MPLA istovremeno se opredijelilo i za gerilsko ratovanje. 
U strukturi vojnih formacija najviša jedinica je odred; različite je jačine i naoružanja. Kao cjelina, odredi djeluju samo u izuzetnim situacijama. Najveći dio prepada i zasjeda izvode manje grupe. Zapovjedni kadar novači se među najboljim borcima ili dužnosnicima MPLA, koji prethodno prođu kroz vojnu školu pokreta. Odredi se po pravilu zadržavaju na teritoriju provincije (regije) gdje su i formirani, a iz tih područja se i popunjavaju. Na oslobođenom teritoriju je organizirana vlast domorodaca i narodne milicije za obranu naselja, djeluju organizacije žena i mladih, organizirana je zdravstvena zaštita i obrazovanje i dr. 
Na međunarodnom planu, MPLA se afirmirao kao organizator i nositelj borbe za nacionalnu nezavisnost angolskog naroda, u čemu je imao podršku i pomoć većine afričkih i mnogih drugih zemalja, a posebno SFRJ, Kube i SSSR-a. 

## Završetak rata i njegove posljedice
Rat je de facto završio kada je u Portugalu započela Revolucija karanfila 1974. godine, a koja je dokinula diktatorski režim Estado Novo na čelu s Marcellom Caetanom. Novi, ljevičarski režim odmah je zaustavio svako vojno djelovanje u Angoli i drugim afričkim kolonijama, izrazivši namjeru da im bez odgađanja da nezavisnost. Rat je formalno zaključen u siječnju 1975. godine potpisivanjem Alvorskog sporazuma. 
Angola je nezavisnost proglasila 11. studenog 1975. Ubrzo nakon proglašenja, u Angoli je izbio krvavi građanski rat između triju frakcija koje su se zajednički borile protiv portugalskih kolonizatora. Taj je sukob, u kojem je MPLA nadvladala pokret Nacionalna unija za potpunu neovisnost Angole (União Nacional para a Independência Total de Angola; UNITA), na čelu s Jonasom Savimbijem i FNLA, završio tek 2002. godine, otkada se Angola nalazi u stanju relativnog mira. 

## Fusnote
1. ↑  Angolanidade revisited – Kuduro | BUALA. www.buala.org (engleski). Pristupljeno 30. siječnja 2017.
2. 1 2  Pieper Mooney, Jadwiga E.; Fabio, Lanza, ur. 2013. De-centering Cold War History: Local and Global Change. Routledge. Oxon. str. 189. ISBN 978-0-415-63639-1
3. ↑  U ovoj je pokrajni postojao lokalni pokret za oslobođenje pod nazivom Front za oslobođenje enklave Cabinde (Frente para a Libertação do Enclave de Cabinda; FLEC)